# عضلة عضدية
العضلة العضدية (باللاتينية: Brachialis muscle) هي عضلة الجزء العلوي للساعد وتقوم بثني مفصل المرفق.
تقع هذه العضلة تحت العضلة العضدية ذات الرأسين وتساعد على ثني مفصل المرفق. تُشكل هذه العضلة جزء من ما يُسمى بالحفرة الزندية (أو الحفرة المرفقية).

## الأصل والمغرز
تنشأ العضلة العضدية من الجزء السفلي الأمامي لعظم العضد وبالقرب من منشأ العضلة الدالية المدعومة بنتوئين زاويين. ان منشأ العضلة يمتد للأسفل بسنتمترين ونصف من حافة تَمَفصُل عظم العضد. تظهر العضلة العضدية من الحاجز ما بين العضلات للذراع ولكن يكون البروز أكثر في الجانب الإنسي عما في الجانب الوحشي. تكون العضلة العضدية مُنفصلة في الجزء السُفلي البعيد للذراع بواسطة العضلة العضدية الكعبرية والعضلة الكعبرية الطويلة الباسطة للرسغ.
تقوم ألياف العضلة بتكوين وَتَر غليظ يرتكز في أُحدَوبة عظم الزند وفي الانخفاض الخشن للسطح الأمامي للناتئ الإكليلاني لعظم الزند.

## التزويد العصبي
يقوم العصب العضلي الجلدي بتزويد العضلة العضدية عصبياً. يمر هذا العصب بالجزء السطحي للعضلة العضدية بينها وبين العضلة ذات الرأسين. جزء من العضلة العضدية يكون مزودا أيضاً بالعصب الكعبري الذي يسمح للعضلة بالانقسام عند نقطة مُعينة للذراع. ان الانقسام بين التزويدين العصبيين يكون عند نقطة ادخال العضلة الدالية.

## وظيفة العضلة
تٌعتبر العضلة العضدية من أقوى العضلات التي تقوم بثني مفصل المرفق. لاتدخل العضلة العضدية بعظم الكعبرة - بخلاف العضلة ذات الرأسين – لذلك لاتقوم العضلة العضدية بالمُشاركة بحركتي كب اليد أي توجيه الذراع نحو الأرض ولا حركة بسط الذراع.
ان حركة كب الذراع وبسطها لا تؤثر على عَمَل العضلة العضدية.

## صور إضافية

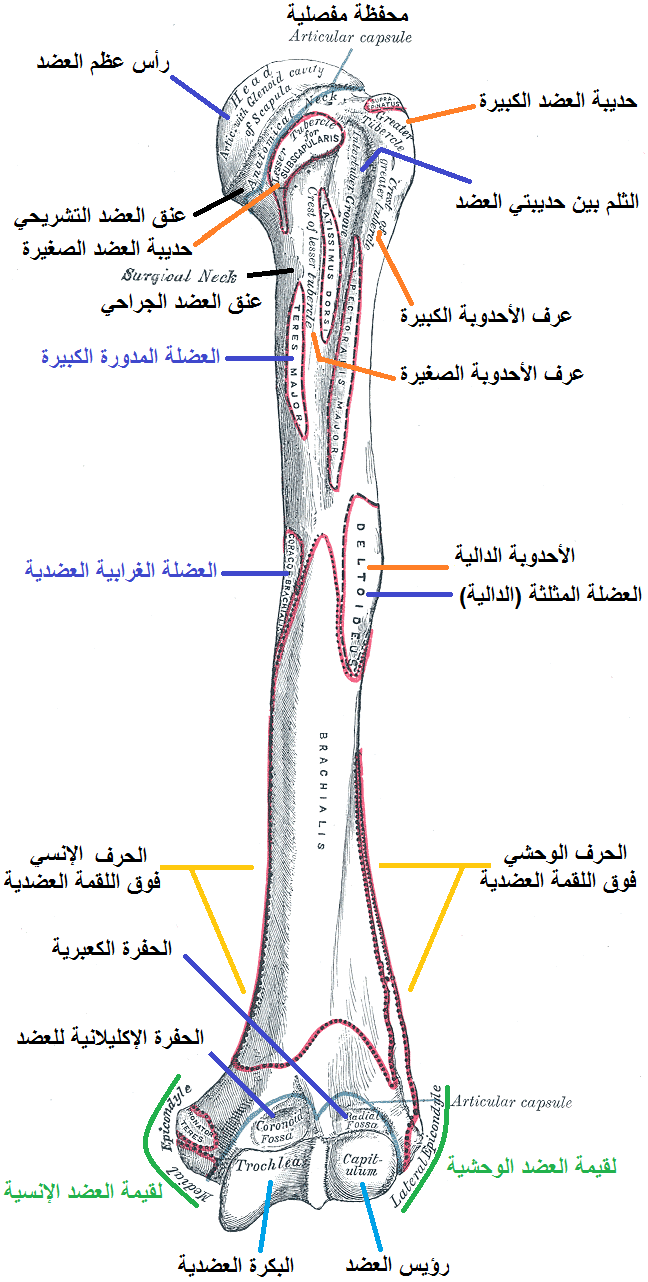
العضد الأيسر . نظرة أمامية.
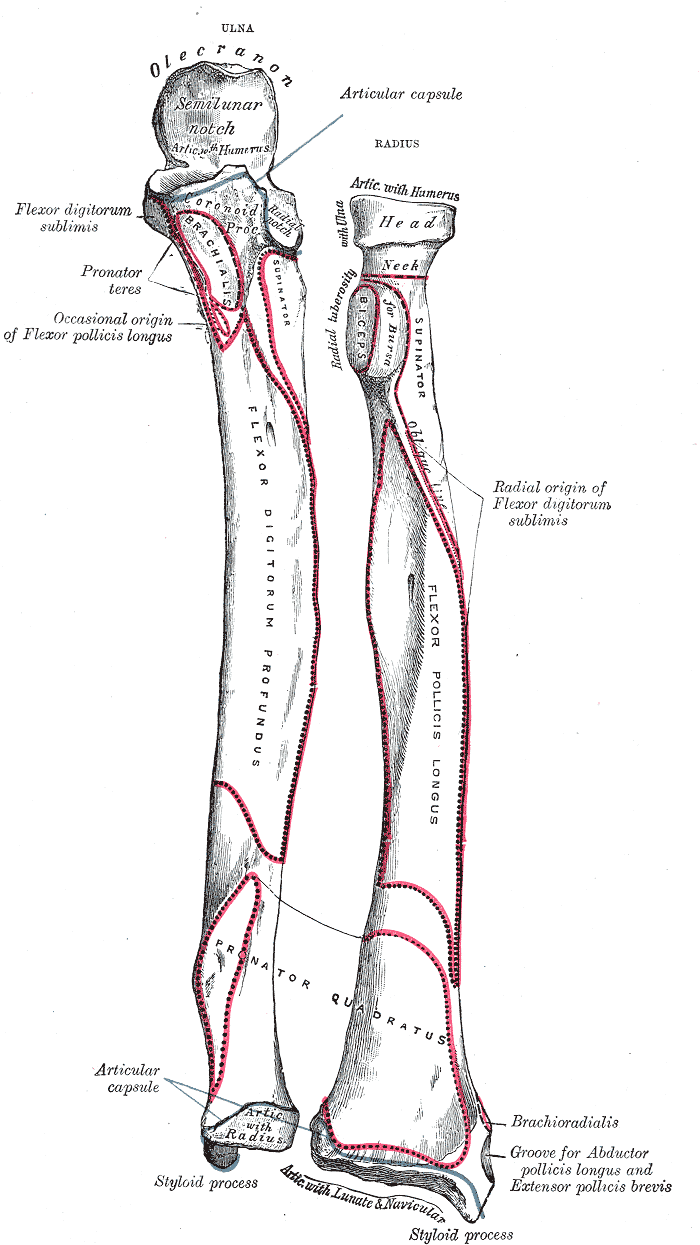
عظم الكعبرة و عظم الزند للساعد الأيسر ، نظرة أمامية. الجزء الأعلى هو القريب (المرفق) والجزء الأسفل هو البعيد (رسغ اليد)
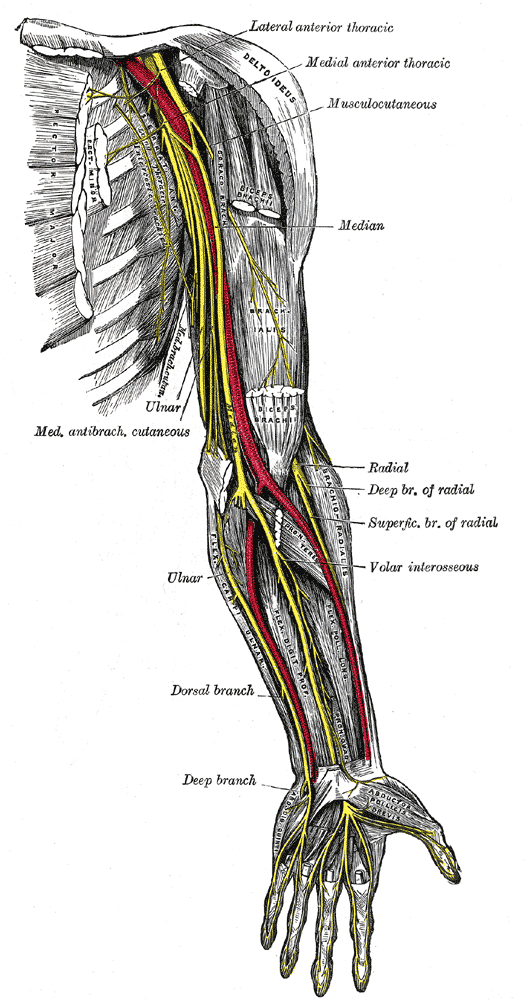
أعصاب الطرف العلوي اليساري.